# 原野站
原野站（日语：／ Harano eki */?）是東海旅客鐵道（JR東海）中央本線的鐵路車站，位於日本長野縣木曾郡木曾町日義原野。

## 歷史
- 1955年（昭和30年）4月21日：開業，為日本國有鐵道的一個車站。
- 1984年（昭和59年）10月1日：改為招呼站。
- 1987年（昭和62年）4月1日：國鐵分割民營化，成為東海旅客鐵道的一個車站。

## 車站結構
側式月台2面2線的地面車站。

### 月台配置
| 月台 | 路線     | 方向 | 目的地             |
| ---- | -------- | ---- | ------------------ |
| 1    | 中央本線 | 上行 | 中津川、名古屋方向 |
| 2    | 中央本線 | 下行 | 鹽尻、長野方向     |

## 车站周边
- 明星岩
- 原野八幡宮
- 国道19号
- 道之驛日義木曾駒高原
- 旧中山道

## 相鄰車站
東海旅客鐵道（JR東海）
 中央本線
■普通
宮之越－原野－木曾福島（CF30）